# アルトゥル島
アルトゥル島(アルトゥルとう、ロシア語: Остров Артура)は北極海の一部であるバレンツ海に位置するロシア連邦領ゼムリャフランツァヨシファの島である。フレデリック・ジョージ・ジャクソンの兄弟のArthur Jacksonが名前の由来。